# Orikaka (rivière)
La rivière Orikaka  (en anglais : Orikaka River aussi connue sous le nom de rivière Mackley) est un cours d’eau de la région de la West Coast de l’Île du Sud de la Nouvelle-Zélande. 

## Géographie
Elle s’écoule vers le sud-ouest à partir de l’extrémité sud de la chaîne de ‘Matiri Range’ avant de tourner au sud pour s’écouler dans le fleuve Buller à 5 kilomètres vers l’ouest  au niveau de Inangahua.